# Танковий полк

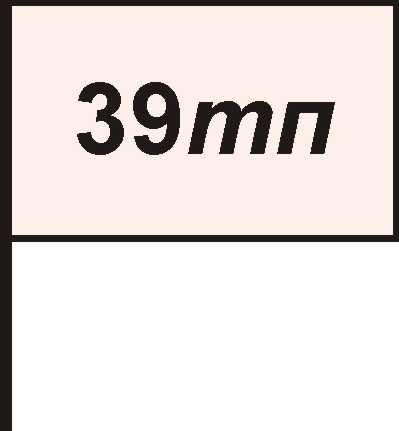
Умовне позначення на робочих картах командного пункту танкового полку (вживався за радянських часів та на пострадянському просторі)

Та́нковий полк (тп) — військова частина, основне тактичне формування в танкових (бронетанкових) військах ряду держав, яке призначене для виконання тактичних завдань у складі загальновійськового угруповання військ, а в деяких випадках і самостійно у тісній взаємодії зі з'єднаннями, частинами і підрозділами інших родів військ і спеціальних військ Сухопутних військ в різних умовах.